# Eupnea
Il termine eupnea, in campo medico, indica la respirazione regolare e tranquilla dell'individuo.

## Livello normale
La frequenza del respiro in una persona adulta è mediamente di 15-18 respiri al minuto.
Al di sotto e al di sopra di tali valori, si riscontrano rispettivamente la bradipnea e la tachipnea.